# 壯遊之旅
《壯遊之旅》（英語：The Grand Tour，亚马逊影片简体中文译为歌朗途，繁体中文译为壯遊之旅）是一档由亞馬遜影片制作的英国汽车节目，由杰里米·克拉克森、理查德·哈蒙德、詹姆斯·梅主持，并由安迪·威尔曼担任制片人。
在离开英国广播公司的《Top Gear》后，他们四个人与亞馬遜影片签约，同意在三年内制作36期系列节目。节目每周向亚马逊Prime会员播出。2017年末，传统广播公司播出第一季的重播。截至2016年12月，节目在全世界另外195个国家和地区播出。2016年7月17日至2016年12月11日，第一季的录影棚拍摄工作在不同国家的演播帐篷内进行，第二季的演播帐篷则一直设立于科茨沃尔德。第一季于2016年中后期拍摄，于2016年11月18日首映。第二季也于次年同一时间段拍摄，然而主持人受伤、患病导致拍摄进度延后。因此，第二季推迟至2017年12月8日上映。第三季于2018年中拍摄，2019年1月18日首播。从第四季开始，节目变更为只拍摄特辑节目，而不再使用录影棚拍摄棚内节目。2023年11月，克拉克森宣布剧组已结束最后一集的拍摄工作，第五季将成为《壯遊之旅》的最后一季。
在首映日，《三位一体》成为亚马逊视频的首映收视冠军。总体而言，节目得到影评人的正面评价。

## 节目形式

### 测试赛道

#### 埃博拉赛道

位于罗顿皇家空军基地的埃博拉赛道。

节目拥有一条名为“埃博拉”（Eboladrome）的专用测试赛道，赛道位于威爾特郡罗顿村附近的一个机场。该机场曾经用作英國皇家空軍的罗顿皇家空军基地。克拉克森表示，赛道如此命名是因为其形似伊波拉病毒，这样设计是为了使车辆更容易犯错。赛段包括“非直道”、“在此留名”、“老妇人的房子”、“颠簸的后直道”、“变电站”和“绵羊牧场”。第一集中提到，赛道曾因为发现了一颗未爆炸的二战炸弹而被迫修改。
第一季中，测试车辆由被称作“美国佬”的纳斯卡赛事车手麦克·斯金纳驾驶。主持人表明，雇用斯金纳是节目与亚马逊的合同义务。“美国佬”被刻画为一个拥有大老粗口音和观点的人物，常常发表离题言论，且只以美国车为荣，对其它地区的车辆多有意见。克拉克森则在介绍中称他常把许多东西看作是共产主义的产物。然而由于斯金纳评价不高，第二季中他被替换为英国赛车手艾比·伊顿。
在第一集播出之前，有十辆汽车预先在埃博拉赛道进行计时圈测试，并将成绩记录在圈速榜上。但节目只展示了它们的圈速，并没有展示它们的测试过程。节目展示的第一个计时圈测试是斯金纳驾驶2016年宝马M2，时间为1分26秒2。赛道不仅用于计时圈测试，还用于节目的常规摄影，所以除测试车辆以外，其他车辆也会出现在这条赛道，但不会被计时。
| 车辆                             | 时间   | 天气条件 | 剧集   |
| -------------------------------- | ------ | -------- | ------ |
| 迈凯伦塞纳                       | 1:12.9 | 乾       | 25     |
| 蔚来EP9                          | 1:15.0 | 乾       | 30     |
| 阿斯顿·马丁Vulcan                | 1:15.5 | 乾       | 2      |
| 兰博基尼Huracán Performante      | 1:16.8 | 乾       | 20     |
| 福特GT                           | 1:17.6 | 乾       | 21     |
| 迈凯伦650S                       | 1:17.9 | 乾       | 待公布 |
| 迈凯伦720S                       | 1:17.9 | 乾       | 17     |
| 梅赛德斯-AMG GT R                | 1:18.7 | 乾       | 15     |
| 奥迪R8 V10 Plus                  | 1:19.2 | 乾       | 待公布 |
| 捷豹XE Project 8                 | 1:19.3 | 乾       | 28     |
| 阿什顿马丁 V8 Vantage            | 1:20.4 | 乾       | 33     |
| 宝马M5                           | 1:20.4 | 乾       | 31     |
| 保时捷911 GT3 RS                 | 1:20.4 | 乾       | 待公布 |
| 日产GT-R                         | 1:21.2 | 乾       | 待公布 |
| 保时捷911 C2S                    | 1:21.4 | 乾       | 待公布 |
| Alpina B5                        | 1:21.6 | 乾       | 待公布 |
| 蓝旗亚斯特拉托斯MAT              | 1:21.6 | 乾       | 36     |
| BMW M4 GTS                       | 1:22.4 | 乾       | 4      |
| 保时捷718 Boxster S              | 1:23.4 | 乾       | 待公布 |
| Alpine A110                      | 1:23.7 | 乾       | 29     |
| 宝马M5                           | 1:24.2 | 乾       | 待公布 |
| 宝马M3                           | 1:24.3 | 乾       | 待公布 |
| 本田NSX                          | 1:26.0 | 雨       | 9      |
| 宝马M2                           | 1:26.2 | 乾       | 1      |
| Lancia Delta Futurista           | 1:26.8 | 乾       | 待公布 |
| 阿尔法·罗密欧Giulia Quadrifoglio | 1:27.1 | 雨       | 10     |
| 本田思域Type R                   | 1:28.2 | 乾       | 待公布 |
| 福特福克斯RS                     | 1:28.4 | 乾       | 6      |
| 雷克萨斯GS-F                     | 1:29.6 | 湿       | 12     |
| 福特野马GT                       | 1:29.6 | 乾       | 6      |
| 特斯拉X型                        | 1:29.6 | 乾       | 待公布 |
| 林寶堅尼Countach                 | 1:31.8 | 雨       | 34     |
| 福特Fiesta ST200                 | 1:32.8 | 乾       | 待公布 |
| 布佳迪EB 110 Super Sport         | 1:32.8 | 雨       | 22     |
| 菲亚特Abarth 124 Spider          | 1:33.7 | 雨       | 11     |
| 捷豹XJ220                        | 1:35.1 | 雨       | 待公布 |
| 大众Up! GTI                      | 1:39.7 | 雨       | 18     |

#### 恩斯通

位于恩斯通机场的半碎石、半铺装赛道，从第二季的明星面面碰环节开始使用

从第二季开始，节目启用位于恩斯通机场的新测试赛道。恩斯通赛道地理位置靠近演播帐篷，节目组曾经计划将其用于《Top Gear》。在新测试赛道启用后，埃博拉赛道并不会关闭，将会继续用于测试车辆。

### 明星面面碰
该环节的前身是第一季的“明星脑碰脑”（Celebrity Brain Crash），在这个环节中，名人嘉宾出场时总是“离奇死亡”。每当名人嘉宾“死亡”时，梅会问：“这是不是意味着他/她不会来了？”，而哈蒙德会回答道：“不会了，詹姆斯，他/她不会来了”并解释名人嘉宾的“死因”。节目的这个元素影射了英国广播公司想要阻止《壯遊之旅》采访名人嘉宾，而名人嘉宾采访曾经是《Top Gear》中“名星开廉价车”环节的核心。
在收到批评之后，该环节在第二季被替换为“明星面面碰”（Celebrity Face Off）。节目每周将邀请两位拥有类似背景或关联的名人参加，两人通常来自不同国家。他们将在这个环节内驾驶汽车进行计时圈比赛。此环节使用的车辆为捷豹F-Type R-Dynamic，使用的赛道为位于恩斯通的半碎石、半铺装赛道。克拉克森会采访两位嘉宾，随后公布两者的圈速。
| 嘉宾            | 圈速   | 天气条件 | 剧集 |
| --------------- | ------ | -------- | ---- |
| 瑞奇·威尔森     | 1:20.1 | 乾       | 14   |
| 大衛·赫索霍夫   | 1:24.1 | 乾       | 14   |
| 凱文·皮特森     | 1:17.2 | 乾       | 15   |
| 布萊恩·威爾遜   | 1:17.5 | 乾       | 15   |
| 休·博內威利     | 1:22.2 | 乾       | 16   |
| 凯西·安德森     | 1:18.6 | 乾       | 16   |
| 迈克尔·波尔     | 1:23.3 | 湿       | 17   |
| 阿尔菲·鲍伊     | 1:24.4 | 湿       | 17   |
| 多米尼克·庫珀   | 1:23.6 | 雨       | 18   |
| 比尔·贝利       | 1:25.1 | 雨       | 18   |
| 卢克·伊万斯     | 1:21.3 | 乾       | 19   |
| 基弗·萨瑟兰     | 1:17.8 | 乾       | 19   |
| 比尔·戈柏       | 1:20.4 | 乾       | 20   |
| 安东尼·约书亚   | 1:18.7 | 乾       | 20   |
| 尼克·马森       | 1:21.3 | 乾       | 21   |
| 斯图尔特·柯普兰 | 1:24.2 | 乾       | 21   |
| 史蒂芬·弗拉伊内 | 1:39.3 | 雪       | 22   |
| 潘恩與泰勒      | 1:33.8 | 雪       | 22   |
| 羅伊·麥克羅伊   | 1:21.9 | 雨       | 23   |
| 芭黎絲·希爾頓   | 1:25.8 | 雨       | 23   |

### 唠嗑街
这一环节中，克拉克森、哈蒙德和梅主要讨论与汽车有关的新闻。在第一季中，每当哈蒙德或梅想要介绍下一个环节时，克拉克森通常会打断说：“我能不能谈一谈……”。片头都基于他们的剪影来制作，用白色背景衬托出他们坐在高脚凳谈论的情形，但每期节目片头的表现方式均有所不同。片头中使用的爵士乐片段为斯科特·罗宾森的《Heavy Berry》。

### 哏
节目第一季包含几个经常出现的哏。每集节目开始时，都会有一架摄像无人机被击落。从第三集起，总有一名主持人的名字被拼错。第二季的拍摄过程中，哈蒙德在瑞士发生车祸、克拉克森染上肺炎，这两个哏在节目中常常被拿来开玩笑。

### 奖项
在2017年的最后一集，第二季第四集中，唠嗑街改为2017年颁奖典礼（也被称为“奈杰尔”奖）。克拉克森、哈蒙德、梅为多种汽车以及人物颁奖。
| 奖项                                           | 获提名者                                   | 获奖者        |
| ---------------------------------------------- | ------------------------------------------ | ------------- |
| “日产Juke”奖（最差汽车）                       | 三菱欧蓝德PHEV、迷你Countryman、雷诺Kadjar | 日产Juke      |
| “最难尾随的屁股”奖（最差车尾）                 | 本田思域Type-R、丰田C-HR                   | 路虎发现      |
| “你会，但你知道不应该”奖（最喜爱又最尴尬汽车） | 科尔维特ZR1                                | 科尔维特ZR1   |
| “缺乏连续性”奖                                 | 詹姆斯·梅、理查德·哈蒙德                   | 理查德·哈蒙德 |
| “意外将超级跑车的油箱加满水”奖                 | 理查德·哈蒙德                              | 理查德·哈蒙德 |

## 剧集
| 季數 | 集数 | 集数 | 首播日期       | 首播日期       |
| 季數 | 集数 | 集数 | 首映           | 季终           |
| ---- | ---- | ---- | -------------- | -------------- |
| 1    | 13   | 13   | 2016年11月18日 | 2017年2月3日   |
| 2    | 11   | 11   | 2017年12月8日  | 2018年2月16日  |
| 3    | 14   | 14   | 2019年1月18日  | 2019年4月12日  |
| 4    | 4    | 4    | 2019年12月13日 | 2021年12月17日 |
| 5    | 5    | 5    | 2022年9月16日  | 2024年2月16日  |
| 6    | 1    | 1    | 2024年9月13日  | 2024年9月13日  |

- 2018年12月13日，亞馬遜宣佈將會開拍第四季，並且將改變製作形式。第四季將廢除演播帳篷拍攝，因此嘮嗑街、明星面面碰、測試車輛等環節將會取消；改為以公路旅行和冒險活動的形式進行拍攝。.[29]新系列的重點是這些冒險活動，使主持人可以選擇自己選擇的交通工具從一個地點到另一個地點旅行，與Top Gear的長篇特輯類似，但不僅限於汽車。第四季第一集以柬埔寨和越南的湄公河三角洲為背景，於2019年12月13日上映。
- 最后一集《向公路致敬》（One for the Road）原本被认为是第五季的最后一集，然而亚马逊Prime视频显示该季为第六季的唯一一集。

## 节目制作
节目环节的设计需要保证与团队在BBC制作的《Top Gear》有所区别。在周游世界的壮游之中，节目会在巨大的帐篷里进行拍摄。主持人环绕一张支架活动桌而坐，观众则坐在他们面前。唠嗑街环节讨论节目拍摄时的新闻时事。车辆圈速则展示于一旁的电子计分板上。纳斯卡赛事车手麦克·斯金纳充当节目的试车手，有着大老粗的美国南方口音和观点，发表不着边际的言论。明星脑碰脑环节的所有名人嘉宾都会在主持人介绍之后“离奇死亡”。

### 背景

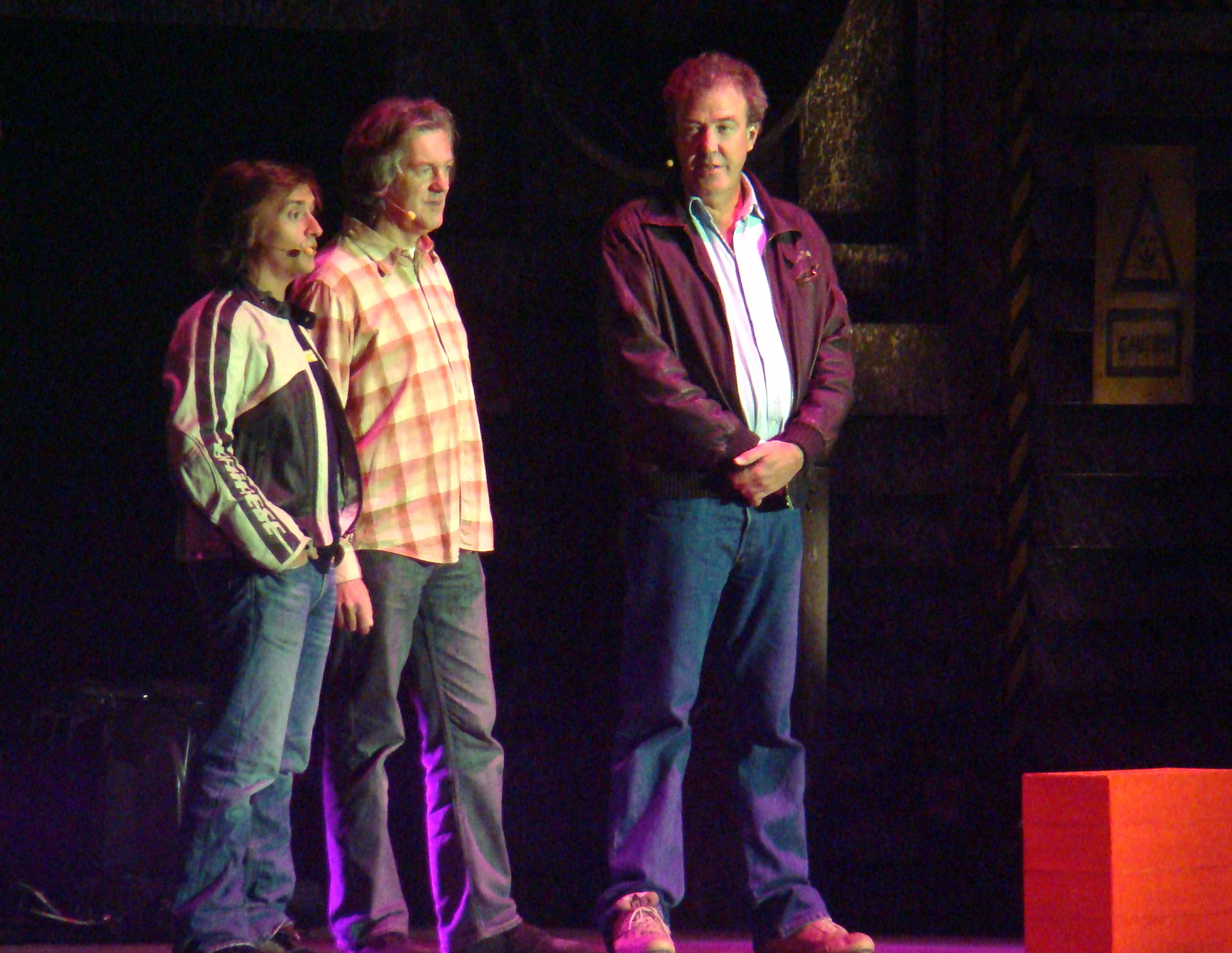
2008年，主持人正在录制节目（从左到右）：哈蒙德和梅、克拉克森。

克拉克森、哈蒙德和梅皆曾经担任英国广播公司汽车节目《Top Gear》的主持人。旧版节目中三人轮流担任主持人，2002年节目重启后担任永久主持人，直至2015年。在他们担任主持人期间，节目在全球拥有大约3.5亿观众，并被吉尼斯世界纪录大全认证为最多人观看的纪实类电视节目。由于多件涉及的克拉克森事件发生，2015年3月，英国广播公司决定不再与克拉克森续约。另一方面，公司向梅和哈蒙德提供丰厚的薪水请他们再制作新的一季节目，但他们表示如果没有克拉克森，他们也不会留在《Top Gear》。一同离开的还有《Top Gear》的制作人，克拉克森的同学安迪·威尔曼。2016年，英国广播公司为节目请来新主持人克里斯·埃文斯和马特·勒布朗。
克拉克森离开英国广播公司后不久便表示希望打造一档新的汽车节目，并说“我失去了我的孩子，但我应该再创造另一个。我不知道孩子的母亲是谁，也不知道孩子会是什么样”。2015年4月开始，传闻称，克拉克森、哈蒙德和梅正低调地接触多家广播公司。这些传闻指出，三人可能会选择一家美国的广播公司，因为克拉克森的竞业条款不允许他为独立电视台等英国广播公司的竞争对手制作汽车节目。在他们接触的广播公司中，Netflix认为克拉克森的团队要求的经费过多，英国电信体育台则认为这档节目更适合一个拥有全球业务的广播公司。
2015年7月，克拉克森宣布，他与亚马逊公司签订合同，制作一档与《Top Gear》类似的全新汽车节目。哈蒙德和梅将共同主持，威尔曼担任制作人。合同要求制作三季共36期节目，从2016年起向Amazon Prime会员放映。威尔曼表示，亚马逊将保证他们制作节目的自由，并提供足够的资金。同时，由于节目采用服务订阅模式而非广告投放模式，他们不必承受来自赞助商的商业压力。亚马逊CEO杰夫·贝索斯称能把这档节目带来亚马逊令他“非常兴奋”，节目的制作将会“非常、非常、非常昂贵”。他还补充道，“（克拉克森、哈蒙德和梅）值得花费这么多钱，而且他们自己也清楚这一点”。根据《每日镜报》报道，亚马逊共为这三季节目支付1.6亿英镑。威尔曼否认节目花费了这么多钱，但承认节目确实很昂贵，部分原因是亚马逊坚持以4K分辨率拍摄。节目主要在英国进行制作，由克拉克森、哈蒙德、梅和威尔曼创立的制作公司W Chump & Sons负责制作工作。
2016年5月，节目组公布节目的名称为“The Grand Tour”。克拉克森表示，这个名称来源于壮游的传统，反映节目将在多个不同国家进行拍摄。在正式公布节目名称之前，一间与节目相关的公司申请了一个名为“Gear Knobs”的商标，但在2015年10月，克拉克森表明这不是节目的名称。2016年4月，克拉克森解释道，由于法律原因，“Gear”这个单词不能被用于新节目的名称。

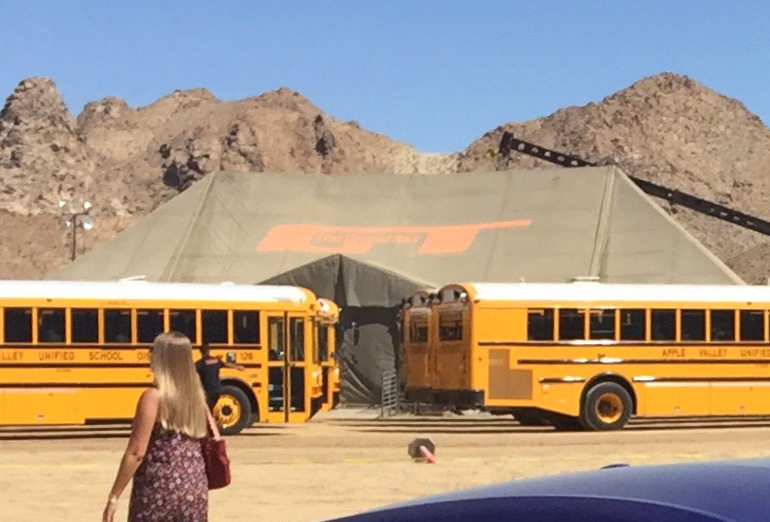
第一季第一集中，搭建在卢塞恩山谷的《壯遊之旅》演播帐篷

最初，节目的形式为每一集展示单独的电视电影，皆为外景拍摄而没有录影棚环节。随后，节目决定跟随“The Grand Tour”这一名称的含义，使用帐篷充当移动录影棚。这样他们不仅能邀请当地的观众，还能让主持人驾车探索当地文化。威尔曼表示，克拉克森在观看了一集浸礼宗典礼中的《真探》后萌生了在帐篷中拍摄观众环节的想法。
2018年12月13日，据宣布第四季节目形式有所变化。帐蓬录影棚不再使用，着力于大制作的车辆特辑。三位主持人也会根据各自的喜欢，录制个人节目。

### 法律问题
威尔曼表示，亚马逊的律师非常留意环节中任何与《Top Gear》之间的相似点，并要求对环节样式进行修改。明星开廉价车、酷车墙、试替哥等来自《Top Gear》的元素都不能再使用，同时他们还要明确其他法律问题。例如，律师表示，他们可以在测试赛道中测试汽车，但不能像《Top Gear》般手写出车辆的圈速并展示于圈速榜上，只能转为使用电子圈速榜。威尔曼还称，有些律师的顾虑“变得越来越古怪”，例如梅是否能说“cock”，或者在旅途中主持人是否能停下欣赏风景并称赞“这真美”。
一些报道称，英国广播公司明确地向剧组表示他们不能邀请名人嘉宾或让名人嘉宾在赛道上比赛。随后这被证实是假消息，节目组称，环节没有邀请名人嘉宾的真实原因是团队临阵脱逃了。
“明星脑碰脑”环节在第二季中被替换为“明星面面碰”，两名嘉宾在这个环节中进行计时圈比赛，以此回避与英国广播公司间的法律问题。

### 拍摄
荷兰的联合广播机构（United Broadcast Facilities）赢得了帐篷环节实况转播的合约。十四个麦克风用于录制帐篷中观众的背景笑声。移动录影棚的声音设置使用了Lawo调音台，连接了MADI用于实时混音、录音和对讲系统的通信。
第一季中，录影棚环节在世界各地的不同地点进行拍摄。2016年7月17日，录影棚部分在南非约翰内斯堡开始拍摄。美国南加利福利亚州洛杉矶的拍摄于2016年9月25日进行，而田纳西州纳什维尔的拍摄则于2016年11月21日进行。英国的录影棚部分于2016年11月13日在北约克郡惠特比进行拍摄，并于2016年12月在尼斯湖进行进一步拍摄。荷兰鹿特丹的拍摄在2016年10月22日进行，芬兰拉普兰区的拍摄则在2016年11月3日进行。德国斯图加特（路德维希堡）也进行了拍摄。最后一场录影棚摄影在2016年12月于迪拜进行。
第二季中，克拉克森染上肺炎，哈蒙德发生车祸，制作人决定这一季不会有移动的演播帐篷。帐篷将被固定于克拉克森在科茨沃尔德的家附近，方便团队进行操作，同时也给明星面面碰等新环节提供便利。2017年9月，西牛津郡地方议会准许节目组在奇平诺顿附近的大图村（Great Tew Estate）设置帐篷进行三个月的拍摄。此前为康伯里音乐节准备的200个停车位可以满足80名工作人员以及每周350名游客的需要。第二季拍摄工作的时间窗口为2017年10月－12月。

### 技术问题
第二季的拍摄过程中，制作团队遇到了帐篷内的灯光问题，导致摄影工作脱轨。尽管如此，所有剧集都在原定的日期上映，避免了推迟。

### 宣传

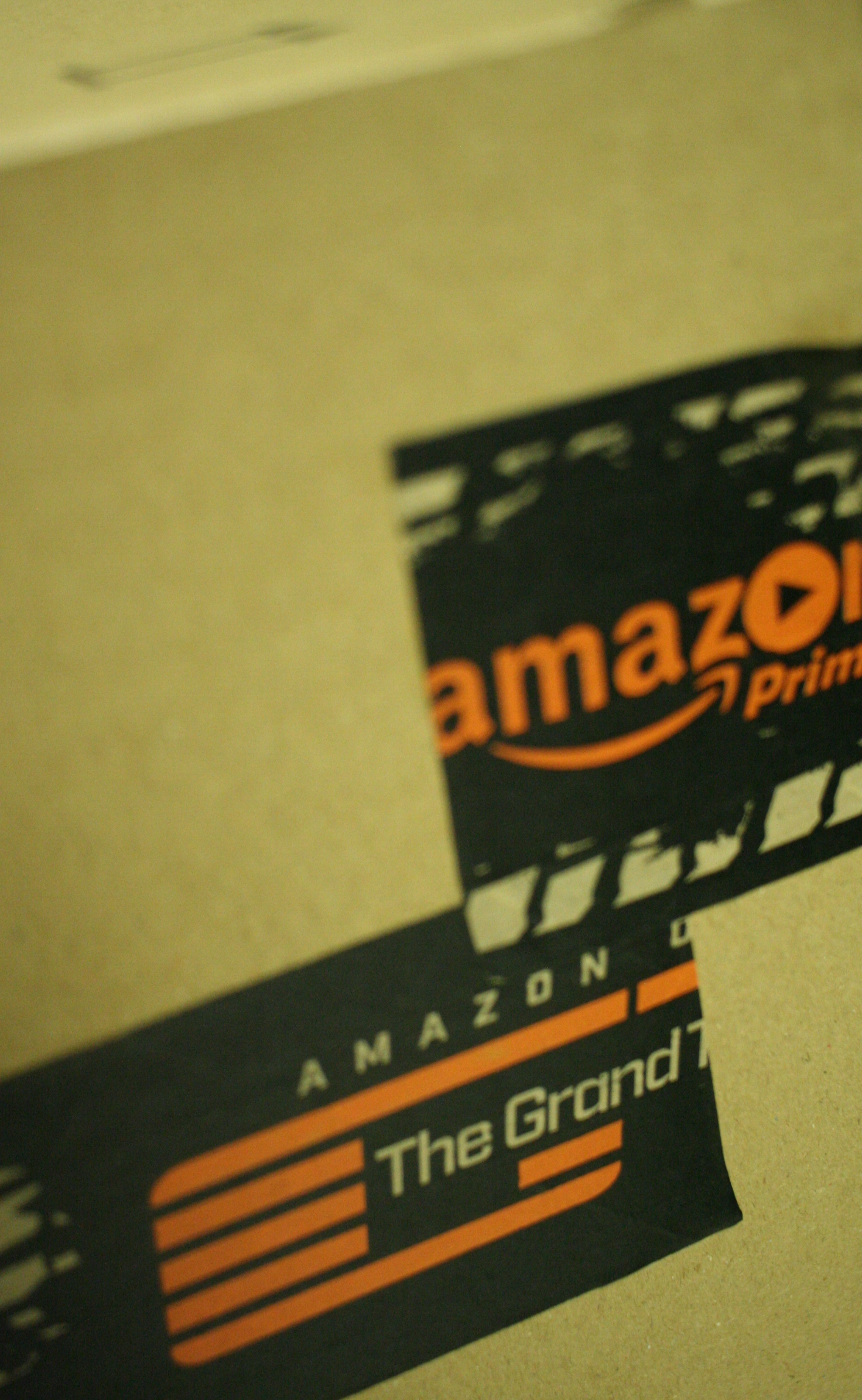
2016年11月，亚马逊使用带有《壯遊之旅》商标的胶带来封装包裹。

在新节目名称公开的同时，亚马逊宣布，在2016年5月14－16日期间，新的Amazon Prime客户可以享受到首年20英镑的折扣。2016年9月15日，节目的Youtube频道发布了一部预告片，公布了节目将于2016年11月18日上映。2016年10月6日，第二段完整的预告片发布。第一季的预告片使用了Kongos的歌曲《Come with Me Now》，第二季的预告片使用了羽翼合唱團的《Live and Let Die》。
作为市场营销战略的一部分，亚马逊将撞毁的丰田普锐斯放置于德国柏林的哈克市场、英国伦敦的国王十字车站前方以及美国洛杉矶杜比剧院外的好莱坞星光大道。

### 赞助商
2016年中旬，DHL开始赞助帐篷和移动录影棚的运输费用。2016年6月，主持人上传了他们尝试组装DHL邮递纸盒的视频。节目第一集表明，赞助商包括百年灵喷气机队、DHL和三星集团。八架百年灵喷气式飞机参加了开幕飞行表演。第二集中，5.11战术也成为了赞助商之一。第五集的片头中出现了一架DHL的波音757飞机，同时，DHL的商标也出现在埃博拉赛道的防撞栏上。这一集的演播帐篷位于荷兰鹿特丹。

## 评价
截至2016年11月，节目受到评论员积极的评价。《每日快报》记者尼拉·德纳斯（Neela Debnath）认为，节目第一季“就像是一部好莱坞大片”，“（《壯遊之旅》令人感觉是）服用了类固醇的《Top Gear》”。然而英国广播公司美术编辑威尔·冈珀茨（Will Gompertz）却表示节目片头“毫无反讽，感觉傲慢，令人不适”，但当主持人回到演播帐篷后，“节目原来的感觉回来了。对于我来说，《壮游》这档电视节目想要成为、也应该成为一部电影”。《独立报》将《壯遊之旅》描述成“拥有更多预算的、最好的《最高档》”。《TheWrap》报道称，交响乐先进媒体（Symphony Advanced Media）预计，节目上映首周吸引的观众是《高堡奇人》的三倍。
节目第二集收到评论员的正面评价相对较少。《每日电讯报》评论此集中约旦的桥段时表示，“......这个单调乏味的动作电影桥段表明他们有些迷失了自我，亚马逊给予节目组制作的自由，但这可能有负面影响。”《广播时报》称，“许多观众对这一集感到不满，认为这档节目很乏味”。
理查德·哈蒙德在第六集中暗示吃冰淇淋的男性为同性恋，因此遭到石墙慈善机构、彼得·塔切尔（Peter Tatchell）、奥利·亚历山大（Olly Alexander）的批评。随后的报道称，哈蒙德的这个暗示是在讽刺芬兰一个有争议的电视广告。
在2017年电视和广播行业俱乐部奖中，《壯遊之旅》获得了一个原创OTT流媒体类别的奖项提名。
来自《Screen Rant》的凯文·约曼（Kevin Yeoman）给予节目积极的评价。他表示，“粉丝们能放心，《Top Gear》没有走远，它只是换了个名字藏在了亚马逊”。《综艺》的索尼娅·沙莱雅（Sonia Saraiya）也同样对节目给予好评，她表示，“当提到汽车，《壯遊之旅》肯定能满足车迷……克拉克森、哈蒙德和梅对机械的喜爱……还在，仍然纯粹且引人入胜，哪怕节目已经转变为一档网络节目。”
然而与之相反，2017年4月，《CarScoops》的布莱德·安德森（Brad Anderson）表示，相比《壯遊之旅》，他更喜欢《Top Gear》。《Top Gear》“变得越来越好”，但《壯遊之旅》“显得更流程化、不自然、像被强迫……注意力常常从汽车上被拉走，因为名为克拉克森的主持人似乎只想要话题和头条“。安德森还表示，演播帐篷桥段很快就变得重复，尤其是“明星脑碰脑”环节，而且三位主持人似乎花费太多的时间彼此针锋相对，测试车手麦克·斯金纳也没有提供有意义的评论。
根据烂番茄上收集的8篇评价文章，有7篇给出了“新鲜”的正面评价，“新鲜度”达88%，平均得分8.0（最高10分）。
《数码间谍》给予第二季第一集积极的评价，称“此集低调的首映表明节目找到了它的节奏”。《泰晤士报》同样给出正面评价，给予节目4星评分（最高5星），并表示“节目某些部分比较平淡，但大多数行之有效，节目制作水准高，且肯定投入了一卡车的钱”。尽管《每日电讯报》没有作出积极评价，但依然对此集表示赞许，称“剧情依然差劲。克拉克森给梅的新绰号‘果莓手泵’甚至没能逗笑那些在伦敦观看首映的超级粉丝”，但也表示“每次节目摇摆不定时，《壯遊之旅》总能复现《Top Gear》最擅长的聪明技巧——逗笑观众的同时插入一些严肃的汽车测评”。最终此集获得3星评分（最高5星）。
《广播时报》批评“明星面面碰”嘉宾性别不平衡。只有剧集《Oh, Canada》中出现唯一一名女性嘉宾帕丽斯·希尔顿。

## 电子游戏
2019年1月15日，亚马逊游戏工作室和第三季节目同步在PlayStation 4和Xbox One平台上线游戏《The Grand Tour Game》。在这款章回体休闲竞速游戏中，玩家可以驾驶节目中的车辆参与挑战。游戏内容与节目同步更新，玩家可以参与其中的15项全新挑战。除了单人游戏模式，玩家还可以在部分挑战中采用分屏多人模式。各章节内容包含节目画面，主持人克拉克森、梅、哈蒙德为游戏配音。
游戏上线以来，评论家们对此褒贬不一。游戏对节目拍摄场景和车辆的还原度较大，吸引节目和杰瑞米·克拉克森的粉丝们游玩是一大亮点。不过，驾驶控制和部分挑战重复多次的设计遭到批评。尽管如此，节目的粉丝们还是给游戏打出了积极的评价。